# Fußball-Weltmeisterschaft 1938/Deutsches Reich
Dieser Artikel behandelt die mit der österreichischen Nationalmannschaft vereinigte deutsche Nationalmannschaft („Großdeutsche Mannschaft“) bei der Fußball-Weltmeisterschaft 1938 in Frankreich.

## Qualifikation
Die deutsche Mannschaft setzte sich in der Qualifikation in der Gruppe 1 gemeinsam mit Schweden gegen Finnland und Estland durch.
| Pl. | Land            | Sp. | S | U | N | Tore    | Diff. | Punkte |
| --- | --------------- | --- | - | - | - | ------- | ----- | ------ |
| 1.  | Deutsches Reich | 3   | 3 | 0 | 0 | 011:100 | +10   | 06:0   |
| 2.  | Schweden        | 3   | 2 | 0 | 1 | 011:700 | +4    | 04:20  |
| 3.  | Estland         | 3   | 1 | 0 | 2 | 004:110 | −7    | 02:40  |
| 3.  | Finnland        | 3   | 0 | 0 | 3 | 000:700 | −7    | 0:60   |

| 29.06.1937 | Helsinki   | Finnland        | – | Deutsches Reich | 0:2 (0:1) | 0:1 Ernst Lehner (6.), 0:2 Adolf Urban (60.)                                                                                |
| 29.08.1937 | Königsberg | Deutsches Reich | – | Estland         | 4:1 (0:1) | 0:1 Georg Siimenson (32.), 1:1 Ernst Lehner (50.), 2:1 Josef Gauchel (53.), 3:1 Ernst Lehner (65.), 4:1 Josef Gauchel (86.) |
| 21.11.1937 | Hamburg    | Deutsches Reich | – | Schweden        | 5:0 (2:0) | 1:0 Otto Siffling (2.), 2:0 Fritz Szepan (8.), 3:0 Helmut Schön (48.), 4:0 Otto Siffling (57.), 5:0 Helmut Schön (63.)      |

Österreich qualifizierte sich in der Gruppe 8 durch einen 2:1-Sieg (0:1 Iļja Vestermans (6.), 1:1 Camillo Jerusalem (15.), 2:1 Franz Binder (34.)) am 5. Oktober 1937 in Wien gegen Lettland, das zuvor in zwei Spielen Litauen besiegt hatte.

## Großdeutsche Mannschaft

Artikel im Fußball-Sonntag über die bevorstehende Auflösung des ÖFB und das damit verbundene Ende der Nationalmannschaft (5. Juni 1938)

Nachdem durch den Einmarsch der deutschen Wehrmacht am 12. März 1938 der „Anschluss Österreichs“ erfolgt war, löste sich der Österreichische Fußball-Bund (ÖFB) am 28. März de facto auf und trat aus der FIFA aus. Das zum Zusammenschluss durchgeführte, nun inoffizielle Länderspiel („Anschlussspiel“ oder „Versöhnungsspiel“) fand am 3. April im Praterstadion in Wien unter Leitung von Schiedsrichter Alfred Birlem vor 60.000 Zuschauern statt. Österreichs Kapitän Matthias Sindelar ordnete an, nicht im traditionellen schwarz-weißen Dress zu spielen, sondern in rot-weiß-rot aufzulaufen, dem Auswärtsdress der Österreicher; die Deutschen durften in ihren weiß-schwarzen Heimdressen spielen. Die Auswahlmannschaft aus der „Ostmark“ gewann die Begegnung mit 2:0 gegen das „Altreich“; die Tore erzielten Matthias Sindelar (62. Minute) und Karl Sesta (70. Minute).
Der österreichische Fußball gehörte damals zur Weltspitze und verfügte bereits seit 1924 über Profifußball; per Beschluss vom 31. Mai 1938 wurden nun mit sofortiger Wirkung alle Profifußballerverträge aufgelöst. Die hohe Qualität des österreichischen Fußballs zeigte sich auch nach dem Zusammenschluss in den innerdeutschen Wettbewerben. Gleich im „Anschluss“-Jahr 1938 wurde der SK Rapid Wien deutscher Pokalsieger und 1941 deutscher Meister, dazu wurde der First Vienna FC Pokalsieger 1943.
Nach dem Zusammenschluss des Deutschen Reichs mit Österreich mussten Otto Nerz, Chef der Nationalmannschaft bis zu seinem Rücktritt kurz vor der WM, und sein Reichstrainer Sepp Herberger auf politischen Druck aus Berlin auf die Schnelle ein gemeinsames Team aus Spielern der beiden Nationalmannschaften bilden, die völlig verschiedene Spielsysteme darstellten. Bei der 3:6-Niederlage im letzten Testspiel vor der WM gegen England am 14. Mai 1938 in Berlin wirkte mit Johann Pesser erstmals ein Spieler, der zuvor für Österreich aufgelaufen war, an einem Spiel der DFB-Auswahl mit. Aufgrund der kurzen Vorbereitungszeit (die „Volksabstimmung über die Wiedervereinigung Österreichs mit dem Deutschen Reich“ fand am 10. April statt, die Weltmeisterschaft startete am 4. Juni) gelang es dem zuletzt allein verantwortlichen Herberger jedoch nicht mehr, aus den beiden Altmannschaften, die jeweils zu den besten der Welt gehörten (WM-Dritter und -Vierter 1934), eine schlagkräftige gemeinsame Mannschaft zu formen. Die aus 13 Spielern aus dem „Altreich“ und neun aus der „Ostmark“ gebildete großdeutsche Mannschaft sollte bei der WM jeweils mit sechs Spielern deutscher und fünf Spielern österreichischer Herkunft antreten. Die Elf schied später bereits in der ersten Runde (Achtelfinale) aus – gegen den gemeinsamen Nachbarn Schweiz. Der von Herberger für das Aufgebot berufene Matthias Sindelar war nicht mit dabei; er weigerte sich, in der großdeutschen Mannschaft zu spielen.
Durch den Wegfall der österreichischen Mannschaft wurde ein Startplatz bei der WM-Endrunde frei. Die FIFA bot den Platz der Mannschaft aus England an, die aber ablehnte. So nahmen an der Endrunde nur 15 Teams teil.

## Aufgebot
| Name                           | Verein zu WM-Beginn            | Geburtstag | Spiele   | Tore     | Platzverweise |          |          |          |
| Torhüter                       | Torhüter                       | Torhüter   | Torhüter | Torhüter | Torhüter      | Torhüter | Torhüter | Torhüter |
| ------------------------------ | ------------------------------ | ---------- | -------- | -------- | ------------- | -------- | -------- | -------- |
| Fritz Buchloh                  | Hertha BSC                     | 26.11.1909 | 0        | 0        | 0             |          |          |          |
| Hans Jakob                     | SSV Jahn Regensburg            | 16.06.1908 | 0        | 0        | 0             |          |          |          |
| Rudolf Raftl                   | SK Rapid Wien                  | 07.02.1911 | 2        | 0        | 0             |          |          |          |
| Verteidiger                    |                                |            |          |          |               |          |          |          |
| Paul Janes                     | Fortuna Düsseldorf             | 10.03.1912 | 2        | 0        | 0             |          |          |          |
| Reinhold Münzenberg            | Alemannia Aachen               | 25.01.1909 | 0        | 0        | 0             |          |          |          |
| Willibald Schmaus              | First Vienna FC 1894           | 16.06.1912 | 1        | 0        | 0             |          |          |          |
| Jakob Streitle                 | FC Bayern München              | 11.12.1916 | 1        | 0        | 0             |          |          |          |
| Läufer                         |                                |            |          |          |               |          |          |          |
| Ludwig Goldbrunner             | FC Bayern München              | 05.03.1908 | 1        | 0        | 0             |          |          |          |
| Albin Kitzinger                | 1. FC Schweinfurt 05           | 01.02.1912 | 1        | 0        | 0             |          |          |          |
| Andreas Kupfer                 | 1. FC Schweinfurt 05           | 07.05.1914 | 2        | 0        | 0             |          |          |          |
| Hans Mock                      | FK Austria Wien                | 09.12.1906 | 1        | 0        | 0             |          |          |          |
| Stefan Skoumal                 | SK Rapid Wien                  | 29.11.1909 | 1        | 0        | 0             |          |          |          |
| Franz Wagner                   | SK Rapid Wien                  | 23.09.1911 | 0        | 0        | 0             |          |          |          |
| Stürmer                        |                                |            |          |          |               |          |          |          |
| Josef Gauchel                  | TuS Neuendorf                  | 11.09.1916 | 1        | 1        | 0             |          |          |          |
| Rudolf Gellesch                | FC Schalke 04                  | 01.05.1914 | 1        | 0        | 0             |          |          |          |
| Wilhelm Hahnemann              | SK Admira Wien                 | 14.04.1914 | 2        | 1        | 0             |          |          |          |
| Ernst Lehner                   | TSV Schwaben Augsburg          | 07.11.1912 | 2        | 0        | 0             |          |          |          |
| Leopold Neumer                 | FK Austria Wien                | 08.02.1919 | 1        | 0        | 0             |          |          |          |
| Johann Pesser                  | SK Rapid Wien                  | 07.11.1911 | 1        | 0        | 1             |          |          |          |
| Otto Siffling                  | SV Waldhof Mannheim            | 03.08.1912 | 0        | 0        | 0             |          |          |          |
| Josef Stroh                    | FK Austria Wien                | 05.03.1913 | 1        | 0        | 0             |          |          |          |
| Fritz Szepan                   | FC Schalke 04                  | 02.09.1907 | 1        | 0        | 0             |          |          |          |
| Trainer                        |                                |            |          |          |               |          |          |          |
| Sepp Herberger (Reichstrainer) | Sepp Herberger (Reichstrainer) | 28.03.1897 |          |          |               |          |          |          |

Anmerkung: Die Rückennummern wurden im internationalen Fußball erst 1939 eingeführt.

## Spiele der deutschen Mannschaft
Achtelfinale
| 4. Juni 1938 in Paris |   |                 |                      |
| Schweiz               | – | Deutsches Reich | 1:1 n. V. (1:1, 1:1) |

Die Schweiz und Deutschland bestritten das Eröffnungsspiel des Turniers, das in Straßburg im Meinaustadion (Stade de la Meinau; Fassungsvermögen 31.600) stattfinden sollte. Doch wegen der großen Nachfrage wurde die Begegnung in den Prinzenpark (Parc des Princes; Fassungsvermögen 35.700) nach Paris verlegt. Vor den 27.152 Zuschauern und unter Leitung des Belgiers John Langenus gab es keine schöne, aber eine spannende Auseinandersetzung. Nachdem die Schweizer zu Beginn das Spiel bestimmten, ging das deutsche Team durch Gauchel (29.) in Führung. Der Ausgleich von Abegglen (43.) erfolgte kurz vor der Pause. Die zweite Spielhälfte wurde abwechselnd von den Deutschen und den Schweizern bestimmt, blieb jedoch, ebenso wie die abschließende Verlängerung, ohne Treffer. Die Kondition der Schweizer nahm in der Verlängerung ab, aber Deutschland verlor seinen Linksaußen Pesser durch Platzverweis (96.). Nach dem Spiel reiste die Mannschaft ins Quartier nach Aachen, „um fern von allem Weltmeisterschaftstrubel zu sein“.
Wiederholungsspiel
| 9. Juni 1938 in Paris |   |                 |           |
| Schweiz               | – | Deutsches Reich | 4:2 (1:2) |

Fünf Tage später kam es vor 20.025 Zuschauern zum Entscheidungsspiel am selben Platz; Schiedsrichter war der Schwede Ivan Eklind. In der ersten Hälfte dominierte die stark umbesetzte deutsche Mannschaft. Hahnemann (8.) erzielte das 1:0, ein Eigentor von Lörtscher sorgte für die 2:0-Führung (22.). Doch das Anschlusstor durch Walaschek (42.) verunsicherte die Mannschaft. Nach dem Seitenwechsel konnte die Schweiz ihr Spiel machen und Bickel (64.) sowie zweimal Abegglen (75. und 78.) sorgten für den Endstand.